# Calhoun Falls
Calhoun Falls város az USA Dél-Karolina államában, Abbeville megyében. Lakosainak száma 1727 fő (2020. április 1.).

## Népesség
A település népességének változása:

| 2010 | 2 004 |
| 2020 | 1 727 |